# Armand Guillaumin
Jean-Baptiste Armand Guillaumin (Párizs, 1841. február 16. – Orly, 1927. június 26.) francia impresszionista festő.

## Pályafutása
Moulins-ban járt iskolába, ahol életre szóló barátságot kötött a későbbi műgyűjtővel, Eugene Murerrel. 1857-ben nagybátyja párizsi boltjában helyezkedett el eladóként, közben Caillouet szobrászóráit látogatta. Emiatt összeveszett családjával, és kénytelen volt máshol elhelyezkedni. Munka mellett az Academie Suisse előadásait látogatta, ahol megismerkedett Gustave Courbet-val, Paul Cezanne-nal és Camille Pissarróval. 1863-ban ő is bemutatta képeit a visszautasítottak első kiállításán (Salon des Refuses). Édouard Manet segítségével az Émile Zola körül csoportosuló társaság tagja lett.
Guillaumin és Cezanne megismerkedett doktor Paul Gachet-val, a műgyűjtővel, aki később Vincent van Gogh utolsó kezelőorvosa lett, és ő több képet vásárolt tőlük, csakúgy, mint Eugene Murer, aki sikeres kávéházat vezetett Párizsban. Az 1870-es években Guillaumin és Cezanne közös stúdióban alkotott, amely korábban Charles-François Daubigny műterme volt. Az évtized végére Guillaumin ecsetvonásai könnyedebbé, színpalettája pedig világosabbá vált, eltávolodva ezzel Manet és Courbet művészetétől, amely addig meghatározta stílusát. Ebben az időszakban számos képet festett viaduktokról és hidakról, miközben a vasút, majd az utakat és hidakat felügyelő hivatal alkalmazottja volt.
Az 1880-as években az impresszionista mozgalom frakciókra hullott szét, a szekértáborok Edgar Degas és Pissarro körül csoportosultak. Utóbbi egyik szószólója Paul Gauguin lett. Az 1882-es impresszionista kiállításon, amelytől Degas távol maradt, Armand Guillaumin is bemutatta műveit. 1885-re Guillaumin műterme lett a központja azoknak a fiatal festőknek, akiket Pissarro munkája inspirált. Az 1886-os kiállítás meghozta az első kritikai sikereket Guillauminnak. A festő ebben az évben megházasodott, és Párizs Saint-Sulpice kerületében telepedett le. Az évtized végén Guillaumin lett van Gogh mentora, miután Gauguin utazni kezdett.
1891-től megengedhette magának, hogy ne különböző mecénásoktól és kritikusoktól függjön, és teljes egészében saját elképzeléseinek, céljainak rendelje alá művészetét. A következő években számos utazást tett Franciaországban, és sok tájképet festett hegyekről és tengerpartokról, gyakran a nap korai óráiban, illetve napnyugtakor, ragyogó színekkel megörökítve a fény játékát. Az első világháború alatt nem tudott utazni, de azt követően ismét felkereste kedvenc régióit. Az 1920-as években jelentősen csökkent az elkészült képeinek száma. 1926-ban retrospektív kiállítást rendeztek műveiből az őszi tárlaton (Salon d'Automne).

## Festményei

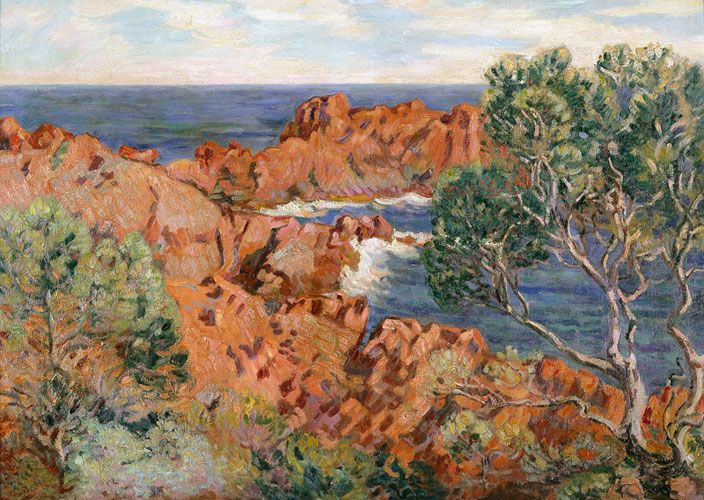
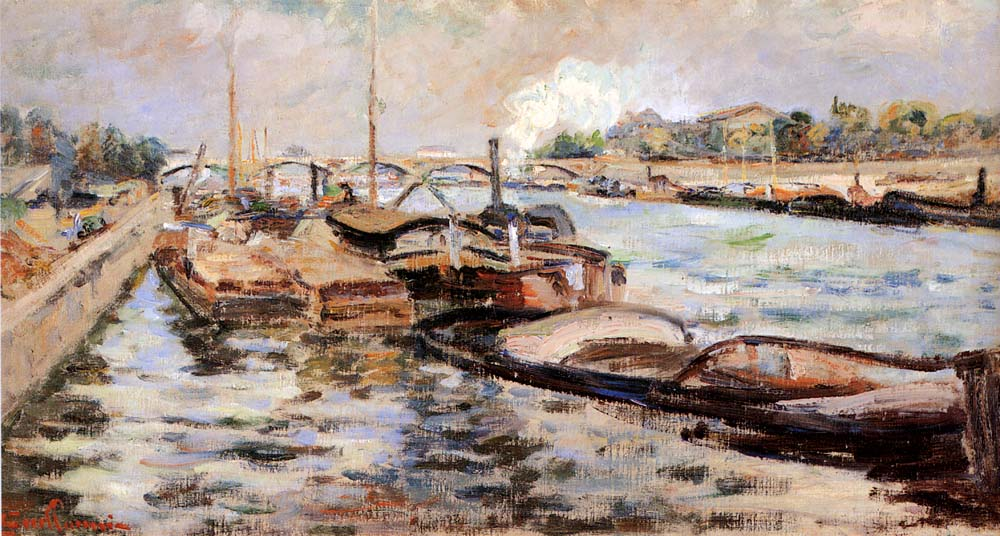
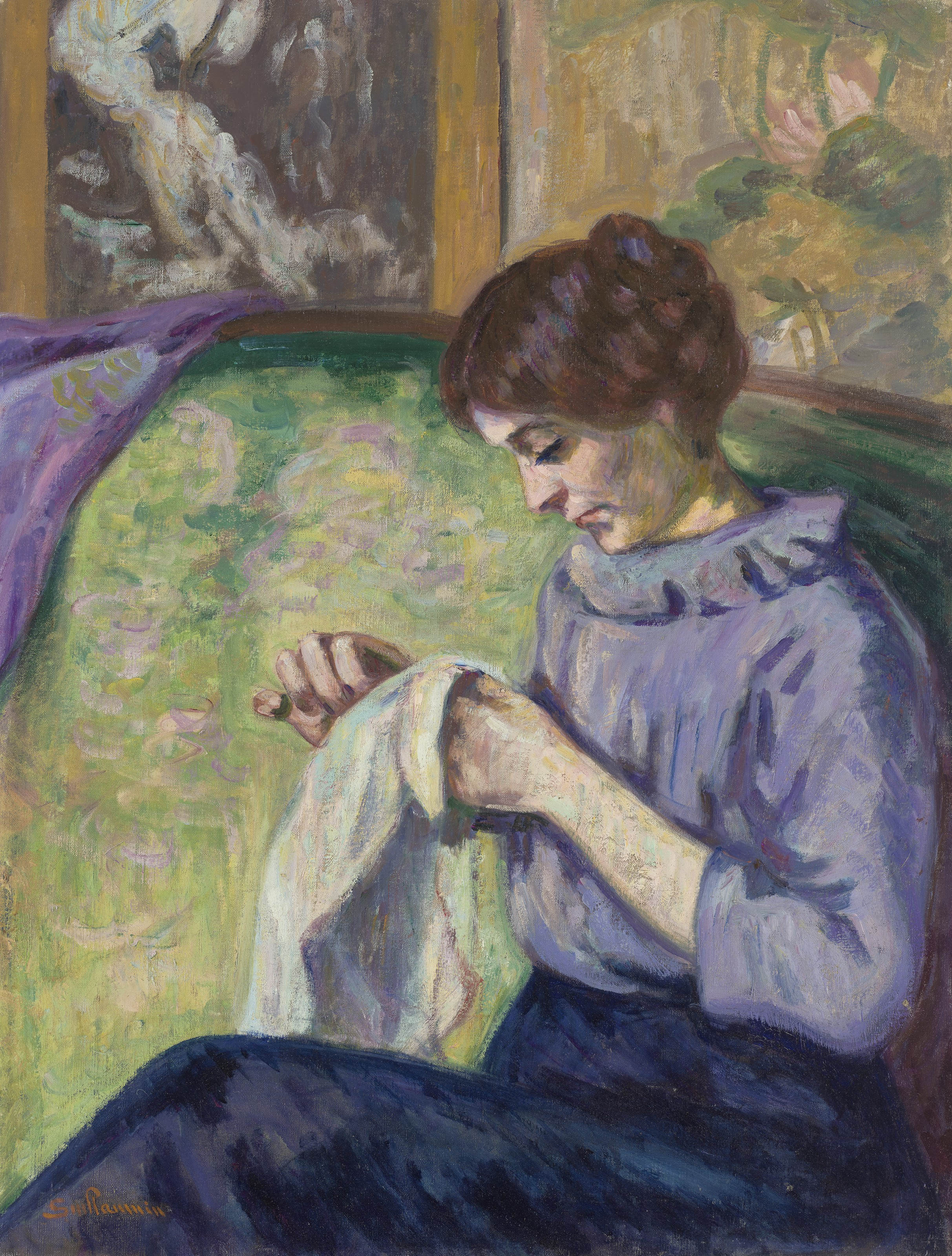
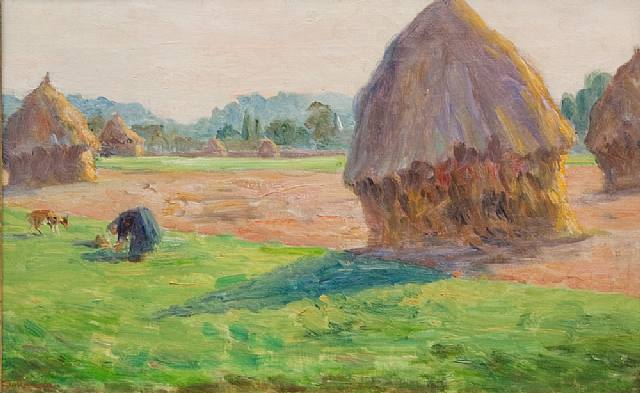
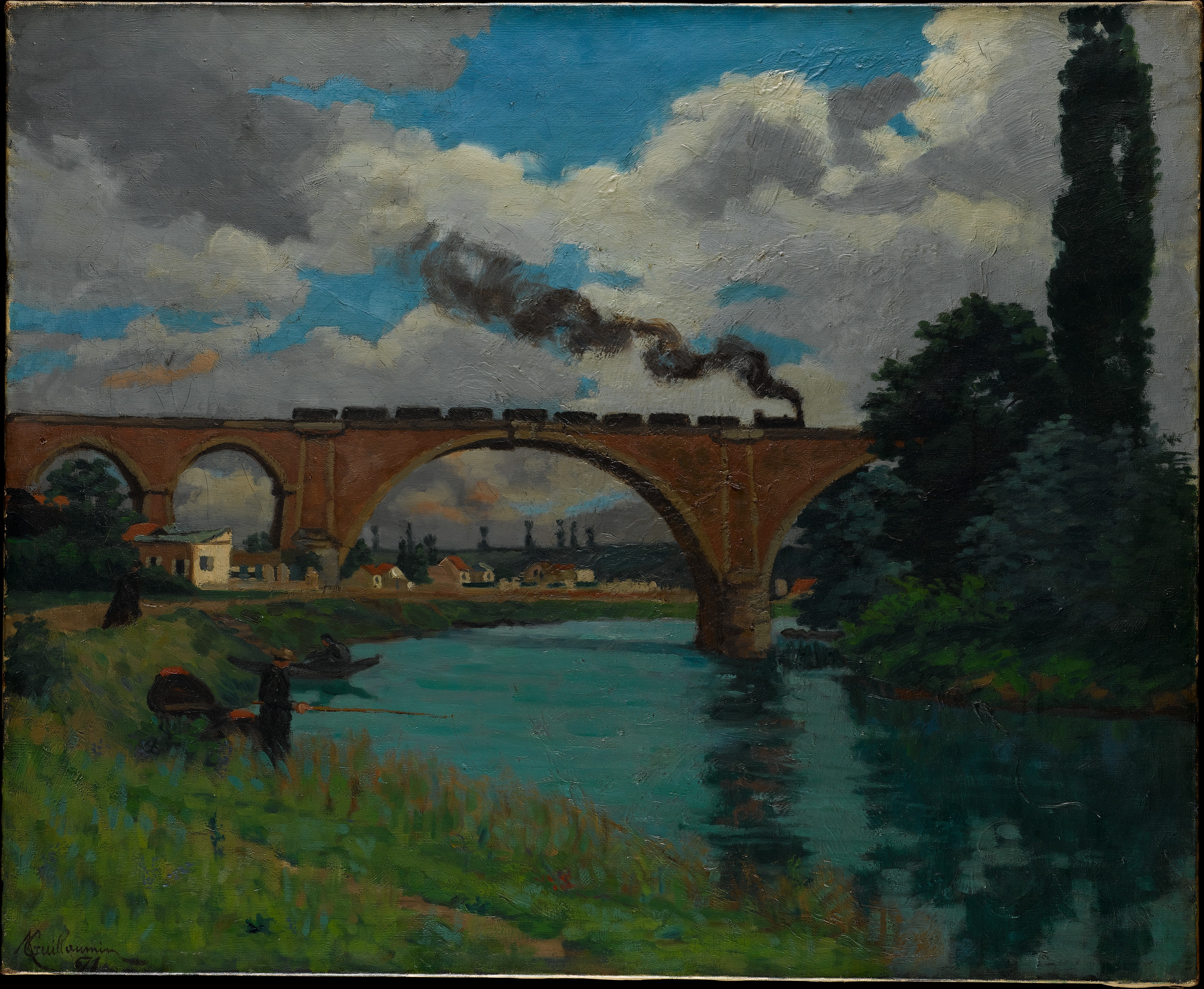
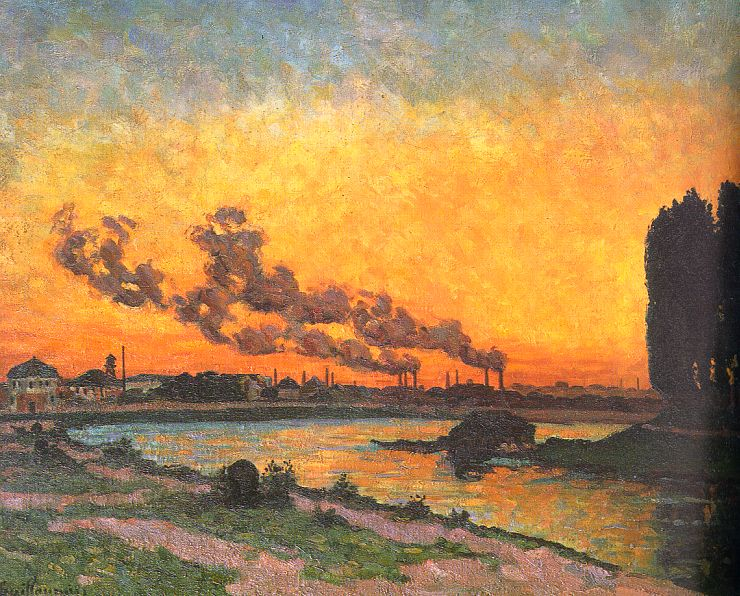